# Pretty Hurts
Pretty Hurts è un singolo della cantante statunitense Beyoncé, pubblicato il 2 giugno 2014 come quarto estratto dal quinto album in studio, Beyoncé.
Accolto positivamente dalla critica musicale, il brano ha ottenuto due premi per il messaggio sociale agli MTV Europe Music Awards 2014 e agli MTV Video Music Awards 2014.

## Antefatti
Il brano Pretty Hurts è stato inizialmente scritto da Sia e Ammo per la cantante statunitense Katy Perry, la quale però non lesse mai la traccia inviatale da Sia, accendendo una discussione tra le due popstar. La traccia fu poi inviata ai produttori di Rihanna e Beyoncé. I primi non la scelsero, preferendo Diamonds, quindi la produzione è stata affidata ai produttori della seconda. Beyoncé ha rivelato che «dal primo momento che sentì la canzone la voleva ad ogni costo, poiché la sentiva propria». La canzone infatti rispecchiava la tematica dell'album di «trovare la bellezza nelle imperfezioni» ed appoggiava il pensiero della pop-star contro l'industria della bellezza, l'essere giudicata e l'insicurezza delle donne.

## Descrizione
La versione finale della canzone è stata scritta da Sia, Beyoncé e Ammo, e la sua produzione è stata curata da questi ultimi due. Rob Suchecki ha curato l'ingegnerizzazione e la registrazione della strumentale e del sintetizzatore introduttivo della canzone con Derek Dixie.
Il testo di Pretty Hurts affronta gli stereotipi della società riguardo alla bellezza femminile, riflettendo sull'amore per se stessi e l'accettazione del proprio corpo. La canzone si apre con un frammento registrato di un giudice di un concorso di bellezza che interroga Beyoncé sulle sue aspirazioni di vita, a cui lei risponde: «La mia aspirazione nella vita sarebbe essere felice». L'esempio è usato per inquadrare la canzone nel contesto dell'infanzia della cantante, in cui è stata portata a vincere e partecipare a numerosi concorsi di bellezza. Secondo Michael Cragg del The Guardian, i frammenti sono stati utilizzati per mettere in discussione «la spinta e il desiderio che l'hanno portata dove si trova oggi, e se la lotta ne sia valsa la pena».

## Promozione
Il 24 aprile 2014 è stato reso disponibile in prima visione sul sito web della rivista Time, in concomitanza con la copertina di Beyoncé sul numero Time 100, dedicato alle cento persone più influenti al mondo dell'anno. Per promuovere ulteriormente l'uscita, Beyoncé ha lanciato una campagna sul sito web "What Is Pretty", che chiedeva ai fan di postare foto e video su Instagram, spiegando la loro definizione di bellezza.
Il brano è stato incluso nella scaletta delle canzoni eseguite nel corso del On the Run Tour di Beyoncé e Jay-Z.

## Accoglienza
Il brano è stato generalmente apprezzato dalla critica musicale per i temi affrontati, riportando che si tratti di «un modo eccellente» di aprire l'album.
Julia Leconte di Now ha affermato che la canzone è «un classico del femminismo di Beyoncé» e ha commentato: «E se siete amanti delle hit Girl Power come Irreplaceable, amerete anche questa a ripetizione». Anche Claire Lobenfield di Complex ha si pone sullo stesso pensiero, scrivendo che «quella che sembra una classica ballata sull'empowerment femminile di Beyoncé ha un taglio ancora più profondo». Andy Gill dell'Independent ha definito Pretty Hurts la «traccia migliore dell'album» per il suo «tentativo innegabilmente nobile di risollevare il morale femminile contemporaneo». L'opinione di Gill è stata condivisa da Chris Bosman di Consequence, secondo il quale la «drammatica e dolorosa esplorazione della bellezza femminile» ha reso la canzone un punto di forza del progetto discografico della cantante.
I giornalisti di Billboard Andrew Hampp ed Erika Ramirez hanno commentato: «A differenza di cantanti come Céline Dion, Christina Aguilera e Rihanna, Beyoncé non si limita a riascoltare un demo di Sia, ma rende pienamente suo questo inno all'auto-emancipazione, con una voce potente come quella di Halo e un bridge che potrebbe portarvi da Houston a Brooklyn in cinque secondi netti».
Alcuni giornalisti hanno tuttavia criticato la presenza della canzone nell'album. Emily Mackay di NME, che ha giudicato il brano «sospetto» nel progetto, ritenendo che il suo significato fosse poco sentito, poiché ricorda «un banchiere della grande città che fa la predica sulla necessità di una ricchezza spirituale piuttosto che materiale». Philip Cosores di Paste ha commentato: «Pretty Hurts apre l'album con una retorica didascalica senza la grazia della sottigliezza, con la sua ripetuta conclusione che "l'anima ha bisogno di un intervento chirurgico", difficilmente un compenso poetico che gli ascoltatori meritano di assorbire».

## Video musicale
Il videoclip è stato girato da Melina Matsoukas ed è stato pubblicato in data 24 aprile 2014 sul sito web e sul canale YouTube di Beyoncé. Le riprese sono avvenute presso la Bishop Loughlin Memorial High School di Fort Greene, Brooklyn, location che ha creato un'atmosfera anni '80 combinata con temi da pin-up ispirati al personaggio di Blake Lively nel film The Town (2010). Il video, della durata di sette minuti, ritrae Beyoncé mentre partecipa a un concorso di bellezza in rappresentanza del Third Ward di Houston, la zona in cui è cresciuta la cantante. Molte delle attrici che interpretano le concorrenti di bellezza nel video erano modelle di professione e hanno condiviso la loro esperienze nel campo della moda nell'introduzione del videoclip. In un'intervista al New York Magazine, Matsoukas ha spiegato che il concetto di concorso di bellezza del video musicale è stato proposto da Beyoncé:
(Melina Matsoukas)
Beyoncé nel video pubblicato sia sul sito web e che sul canale YouTube che spiega i vari significati dell'album ha descritto il pensiero che l'ha portata a concepire il video del brano:
(Beyoncé)
Il video vede anche un cameo dell'attore americano Harvey Keitel, coinvolto dalla Matsoukas poiché ritenuto capace di interpretare lo stereotipo di un giudice «viscido, da concorso di bellezza di Las Vegas».

### Riprese
Inizialmente Matsoukas aveva progettato il video musicale con Beyoncé che vinceva il concorso e si rendeva conto che non aveva alcun significato per lei. Tuttavia, Beyoncé ha suggerito che il vincitore del concorso fosse un albino. Parlando con MTV News, Matsoukas ha spiegato: «Abbiamo pensato che fosse davvero importante e interessante rompere le idee su quali fossero i classici standard di bellezza e farlo con questa bellissima donna albina mi è sembrato davvero un messaggio fantastico».
Il finale del video doveva originariamente raffigurare filmati d'archivio delle attrici americane Halle Berry e Vanessa A. Williams, per promuovere la bellezza delle donne afroamericane. Tuttavia, Beyoncé ha inviato una nota a Matsoukas suggerendo di interpolare alla fine della canzone un filmato della sua infanzia per collegarla al secondo video musicale dell'album, Ghost. Difatti ultimi 30 secondi del video sono intercettati in un cameo tratto dall'infanzia della cantante in cui ha vinto il premio come miglior cantante pop in uno show televisivo. Beyoncé appare sul palco dicendo: «Vorrei ringraziare i giudici per avermi scelto, i miei genitori che amo. Ti amo Houston», il cui audio è presente nei primi trenta secondi della traccia Hounted, suddivisa nel visual album in Ghost e Hounted.
Una scena del videoclip, che ritrae Beyoncé mentre si prepara a un intervento di chirurgia plastica, consuma pillole dimagranti e vomita, scena inizialmente esclusa dal montaggio finale del video. Tuttavia, Beyoncé ha deciso di includere la scena per solidificare il suo ruolo nella premessa del clip. Un'altra scena, in cui Beyoncé annega nell'acqua mentre il conduttore del concorso di bellezza mette in discussione le sue aspirazioni di vita, doveva inizialmente rappresentare la sua caduta sul palco. Tuttavia, la scena non è stata realizzata per motivi di tempo.
La scena in cui Beyoncé è ritratta mentre distrugge uno scaffale di trofei «rappresenta l'abbattimento degli standard di bellezza e il cadere vittima di questi», ispirata da Matsoukas stessa, la quale ha ottenuto una foto della cantante durante la sua giovinezza, ritratta davanti a uno scaffale di trofei personali. L'immagine è stata utilizzata successivamente anche per il video correlato al video del brano Grown Woman.

## Classifiche
| Classifica (2014)         | Posizione massima |
| ------------------------- | ----------------- |
| Australia                 | 47                |
| Belgio (Fiandre)          | 22                |
| Canada                    | 78                |
| Francia                   | 133               |
| Germania                  | 83                |
| Irlanda                   | 56                |
| Paesi Bassi               | 87                |
| Regno Unito               | 63                |
| Repubblica Ceca           | 83                |
| Stati Uniti               | 113               |
| Stati Uniti (R&B/Hip-Hop) | 36                |
| Stati Uniti (Rhythmic)    | 33                |
| Stati Uniti (Dance Club)  | 1                 |
| Svizzera                  | 68                |

## Riconoscimenti
MTV Europe Music Awards
- 2014 - Miglior canzone con un messaggio sociale[49]

MTV Video Music Awards
- 2014 - Candidatura alla miglior regia[50]
- 2014 - Candidatura al miglior montaggio[50]
- 2014 - Miglior fotografia[50]
- 2014 - Miglior video con un messaggio sociale[50]

NAACP Image Award
- 2015 - Candidatura alla miglior canzone[51]
- 2015 - Candidatura al miglior video musicale[51]

Soul Train Music Award
- 2015 - Candidatura al The Ashford & Simpson Songwriter's Award[52]